# Abbasanta
Abbasanta (sardinski: Abbasànta) je grad i općina (comune) u pokrajini Oristanu u regiji Sardiniji, Italija. Nalazi se na nadmorskoj visini od 315 metara i ima 2 729 stanovnika.
 Prostire se na 39,85 km2. Gustoća naseljenosti je 68 st/km2.
Susjedne općine su: Ghilarza, Norbello, Paulilatino i Santu Lussurgiu.